# Sieło imieni Karła Marksa
Sieło imieni Karła Marksa (ros. Село имени Карла Маркса) – wieś w Rosji, w Dagestanie, w rejonie kizlarskim. W 2010 liczyła 2189 mieszkańców, głównie Dargijczyków.